# أودو دوق أقطانيا
أودو دوق أقطانيا، توفي سنة 118هـ - 735م، حكم كل من دوقية أقطانيا شمال نهر غارون، ودوقية غاسكونية في جنوب غرب غالة منذ 700م، فكان نفوذ حكمه يمتد من جبال الأبواب إلى نهر اللوار. واتخذ لقب ملك أقطانيا عام 719م.
اصطدم مع الأمويين -على حين غرة- في معركة تولوز سنة 102هـ، وذلك يوم عرفة، والتي قتل فيها قائد المسلمين ووالي الأندلس السمح بن مالك الخولاني، إلا أنه فشل في استعادة تولوز، بسبب المقاومة العنيفة للمسلمين، وبهذا بقيت المدينة في أيدي المسلمين فترة بعد ذلك. كان انتصاره في تولوز ضعيفاً، ولهذا لجأ إلى أسلوب آخر غير القتال، وهو محاولة إثارة الفتن في الأندلس، فسار إليه والي الأندلس الجديد عبد الرحمن الغافقي من بنبلونة ، حيث كانت له في أودو والفرنجة وقائع جمة إلى أن استشهد عبد الرحمن وعدد كبير من جيشه في موضع يعرف ببلاط الشهداء، وبه عرفت تلك المعركة.
ألحق المسلمون بأودو وجيشه هزيمة ساحقة مدمرة في معركة نهر الغارون، حتى قيل «إن الله وحده يعلم عدد القتلى». دفعه ذلك إلى الاستنجاد بكارل مارتل والتحالف معه ضد الدولة الأموية الذين فتحوا مملكته بالكامل، بما فيها عاصمتها بوردو. وبنتيجة هذا التحالف، ضم كارل مارتل أقطانيا إلى أملاكه، بعد معركة البلاط.
عاد المسلمون مرة أخرة بقيادة والي الأندلس من قبل الدولة الاموية عقبة بن الحجاج السلولي، وافتتحوا القسم الشرقي من أقطانيا، إلا أن الفتن عادت إلى الأندلس وشمال أفريقيا في أواخر حكم الخليفة الاموي هشام بن عبد الملك ، الأمر الذي استغله قارلة، فاستعاد أقطانيا، وكل أقاليم غالة التي فتحها المسلمون، إلا أنه لقي هزيمة على أبواب نربونة، عاصمة إقليم سبتمانيا، أدت إلى صمود هذا الإقليم في ولاء الأمويين فترة بعد ذلك.